# Карапетян, Александр Данилович
Александр Данилович (Давалович) Карапетян (арм. Ալեքսանդր Կարատով, сценический псевдоним Каратов и Карапетов; 1882—1956) — советский армянский оперный артист (лирико-драматический тенор), камерный певец, режиссёр и театральный деятель; Народный артист Армянской ССР (1954). Его репертуар включал свыше 90 разнохарактерных партий.

## Биография
Родился 2 (14) ноября 1882 года в Астрахани.
В 1909 году окончил юридический факультет Московского университета. Пению обучался ещё в Астрахани в городском музыкальном училище. С 1906 года учился в московском Музыкально-драматическом училище, затем — в Московской консерватории (класс Умберто Мазетти), которую окончил в 1911 году.
Дебютировал в Москве на сцене «Свободного театра», руководимого К. Сараджевым. Затем выступал в Тифлисе (1911—1912), Перми (1912—1913), Киеве (1914—1918). В 1914—1918 годах был председателем Киевского отделения Театрального общества. В 1915 году в Киеве записывался на грампластинки компаний «Экстрафон» и «Артистотипия».
После Октябрьской революции продолжил свои выступления в городах СССР — Харькове, Казани, Саратове, Риге, Свердловске (1925—1926), в Баку (1926—1927), в Астрахани (1929—1930), в Новосибирске и Ташкенте. В 1933—1947 годах был солистом Ереванского театра оперы и балета; в 1942—1954 годах — директором Ереванского хореографического училища.
Александр Карапетян был первым исполнителем партий: Грицько («Сорочинская ярмарка» М. Мусоргского), Назара Каджа («Храбрый Назар» А. Степаняна), Capo («Ануш» А. Тиграняна); Билли («Трильби» А. Юрасовского, в Харькове); Гвидона («Сказка о царе Салтане» Н. Римского-Корсакова, в Свердловске). Его партнёрами были: М. Баратова, В. Барсова, К. Книжников, В. Макарова-Шевченко. Пел под управлением Г. Будагяна, А. Павлова-Арбенина, К. Сараджева, Л. Штейнберга. Также выступал с камерными концертами в Москве и провинции.
Умер 16 июля 1956 года в Ереване.
Награждён орденом «Знак Почёта» (04.11.1939) — «за выдающиеся заслуги в деле развития армянского театрального и музыкального искусства».
Был знаком с князем Петром Бебутовым, от которого получил в подарок в 1912 году подстаканник с гравировкой: «А. Д. Каратову отъ признательнаго Кн. П. Бебутова».